# Styringomyia bidentata
Styringomyia bidentata är en tvåvingeart som beskrevs av Hynes 1987. Styringomyia bidentata ingår i släktet Styringomyia och familjen småharkrankar. Inga underarter finns listade i Catalogue of Life.